# Гостиный двор (Екатеринбург)
Гости́ный двор — общественное торговое здание в Екатеринбурге, существовавшее с несколькими реконструкциями с 1720-х годов.
В начале 1930-х сооружение претерпело коренную реконструкцию и было разделено на несколько других зданий, по сути прекратив своё существование. Северная часть гостиного двора, выходившая на Кафедральную площадь, была перестроена в современное здание городской администрации.

## История

### XVIII век
Первый гостиный двор в Екатеринбурге строился в 1720-х годах на казённые средства. Торговые ряды были построены западной части города, получившей соответствующее название Торговой. Торговали в лавках в основном продовольствием. Покупателями были не только жители Екатеринбурга, но и приезжие купцы с других горных заводов.
В середине 1730-х годов для расширения гостиного двора по указу В. Н. Татищева пришлось расширять Екатеринбургскую крепость. Западная стена крепости была вынесена, при этом крепость потеряла симметричность. Гостиный двор был перестроен в 1738 году. Вокруг гостиного двора сформировалась площадь, получившая впоследствии название Большой торговой (ныне — пространство между городской администрацией и улицей Вайнера).
В 1742 году гостиный двор почти полностью был уничтожен пожаром, возникшим в результате попадания молнии, сохранились только лавки с северной стороны. С этого времени торговые лавки гостиного двора строились местными купцами на частные средства. Это привело к тому, что к 1760-м годам гостиный двор представлял собой беспорядочное нагромождение лавок с закоулками и тупиками, заваленными мусором. В конце 1760-х годов гостиный двор сгорел второй раз. После этого заводской администрацией было принято решение построить за казённый счёт каменное сооружение под торговые ряды. Но после получения в 1781 году статуса города заводская община не согласилась тратить казённые средства на нужды купцов и мещан, составлявших городскую общину.

### XIX век
В начале 1790-х годов члены екатеринбургской городской общины приняли решение строить каменный гостиный двор на частные деньги. При этом купцы могли рассчитывать на будущие торговые площади в зависимости от вложенных средств. Строительство каменного гостиного двора производилось по частям в зависимости от наличия денежных средств. Работы начались в 1803 году, когда под эгидой городского головы для финансирования стройки был учреждён специальный гостинодворный банк, и завершились только к лету 1812 года. Подрядчиками стройки были ярославские крестьяне. Новый гостиный двор замкнутой прямоугольной формы с внутренним двором имел фундамент из булыжника, кирпичные стены, арки и кирпичные колонны. Полы в галерее по периметру двора были выложены плитным камнем, железная сводчатая крыша имела слуховые окна. Впервые в Екатеринбурге крыша гостиного двора была покрыта малахитовой краской, представлявшей собой измельчённый малахит в смеси со свинцовыми белилами. Позднее такой способ окраски стал узнаваемой отличительной чертой зданий Екатеринбурга. Со всех четырёх сторон двор имел железные ворота с фронтонами. В центре двора были установлены общедоступные весы.
В начале XIX века гостиный двор вмещал 14 каменных и 102 деревянные лавки, а также винный магазин.
Вокруг гостиного двора сформировалась торговая площадь, ставшая со временем фактическим центром города. Ежедневно на площадь съезжались сотни людей из окрестных селений и заводов. Ежегодно в Екатеринбурге проводились две крупные ярмарки: Петровская — в июне (по старому стилю) после Петрова дня, и Екатерининская — в ноябре (по старому стилю) после Екатеринина дня. На обеих ярмарках торговали в основном мясом, салом и разными видами кожи. В день открытия ярмарок над гостиным двором поднимали российский флаг, солдаты Екатеринбургской уездной роты несли караул, публично зачитывался указ об открытии ярмарки.
В 1860 году на 19,8 тыс. жителей Екатеринбурга в городе насчитывался 261 купец, в гостином дворе было 520 лавок. Ежегодный оборот двух ярмарок составлял 18 тыс. рублей.

### XX век
В 1902 году западная часть гостиного двора пострадала от пожара. Была начата реконструкция здания в стиле модерн по проекту Александра и Евгения Бернадацци. Западное крыло было отстроено, но работы прекратились с началом Первой мировой войны. Новый двухэтажный каменный корпус, построенный архитектором А. А. Фёдоровым в 1915 году, стали называть «новым» гостиным двором. В новом здании располагались контора и магазин компании Богородско-Глуховской мануфактуры, склад и контора Уральской писчебумажной фабрики М. Ф. Захарова, магазины обоев, платья, тканей и галантереи, полотняного товара, оружия, скобяных изделий, мануфактурный магазин, магазин золотых и серебряных изделий и другие. В старом гостином дворе продолжали торговлю наследники И. Д. Баландина, Е. А. Телегина и Злоказовых.
В начале 1900-х годов в старом гостином дворе открылись новые магазины скобяных изделий, модно-галантерейный и мануфактурный, табачный, меховых изделий, церковной утвари и часов. В этот же период на Главной торговой площади были построены ещё несколько каменных торговых корпусов, в которых размещались магазины «Парижский шик», посудный, бакалейно-колониальный и другие. Рядом со старым гостиным двором к 1922 году было построено здание товарной биржи, в котором позднее разместился универмаг «Пассаж». После этого Большая торговая площадь практически прекратила своё существование, превратившись в Театральный переулок.
В конце 1920-х — начале 1930-х годов гостиный двор подвергся коренной реконструкции. Северная часть здания, выходящая на Кафедральную площадь, планировалась для размещения горсовета. Проект реконструкции в стиле конструктивизма выполнил томский архитектор Л. К. Макаров. Сразу после надстройки здания до пятиэтажного в 1920-х годах началась его очередная реконструкция с возвращением в классику и сталинский ампир. Конкурс выиграла работа архитекторов Г. А. Голубева и А. Ф. Романова. Из-за войны строительство началось только в 1947 году и длилось до 1954 года. Авторы первоначального проекта к тому времени умерли, реконструкцию завершал архитектор М. В. Рейшер.
В 1926—1928 годах восточная часть гостиного двора, располагавшаяся вдоль улицы 8 Марта, была перестроена в Деловой дом (ныне — улица 8 Марта, 8б, объект культурного наследия России  6600098000). В 1970-х годах юго-западный угол старого гостиного двора был перестроен под ЦУМ (ныне Банковский переулок, дом 3).

## Галерея

Гостиный двор в разные периоды
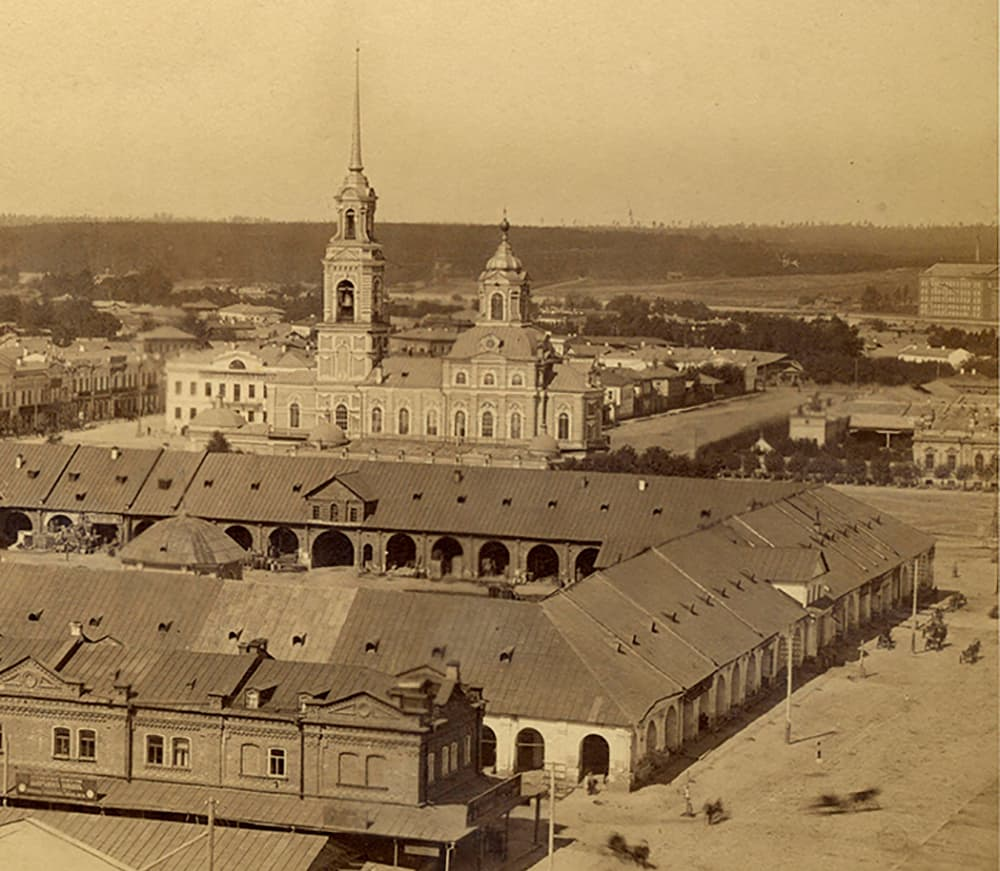
«Старый» гостиный двор и Богоявленский собор, до 1902 года
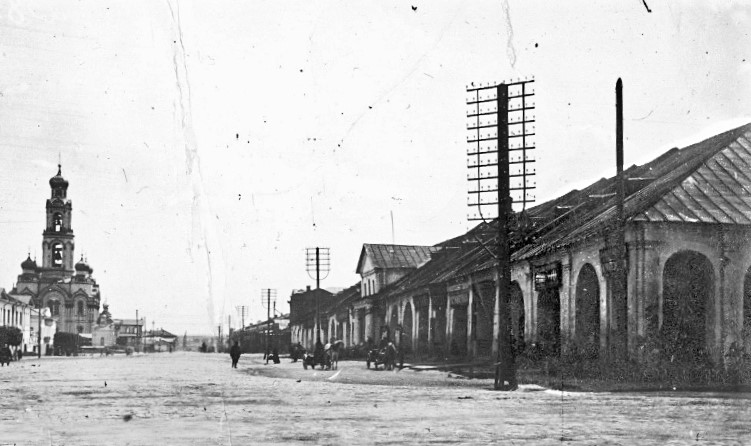
Улица Уктусская, «старый» гостиный двор (справа) и Макимилиановская церковь, до 1902 года
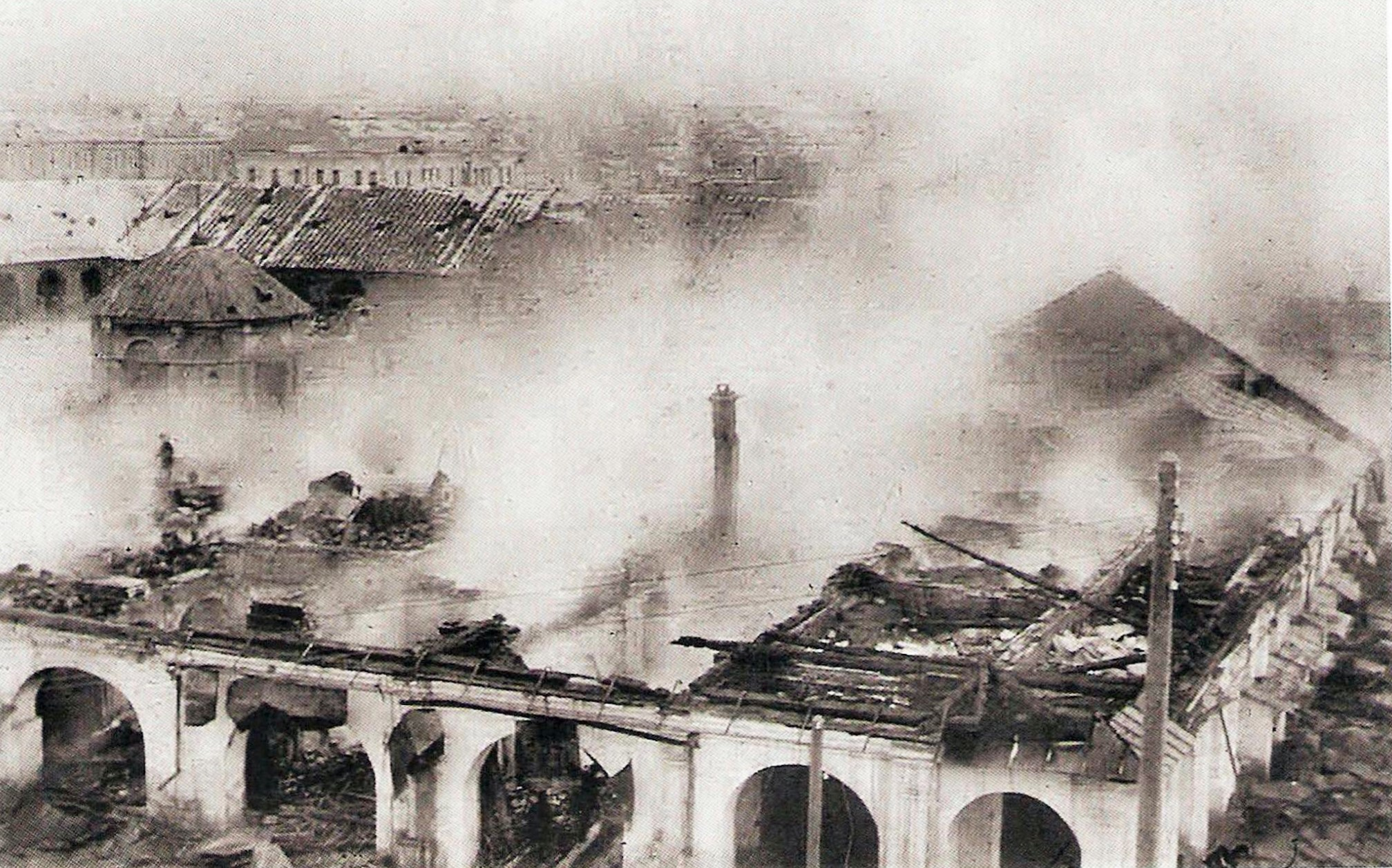
Последствия пожара 1902 года
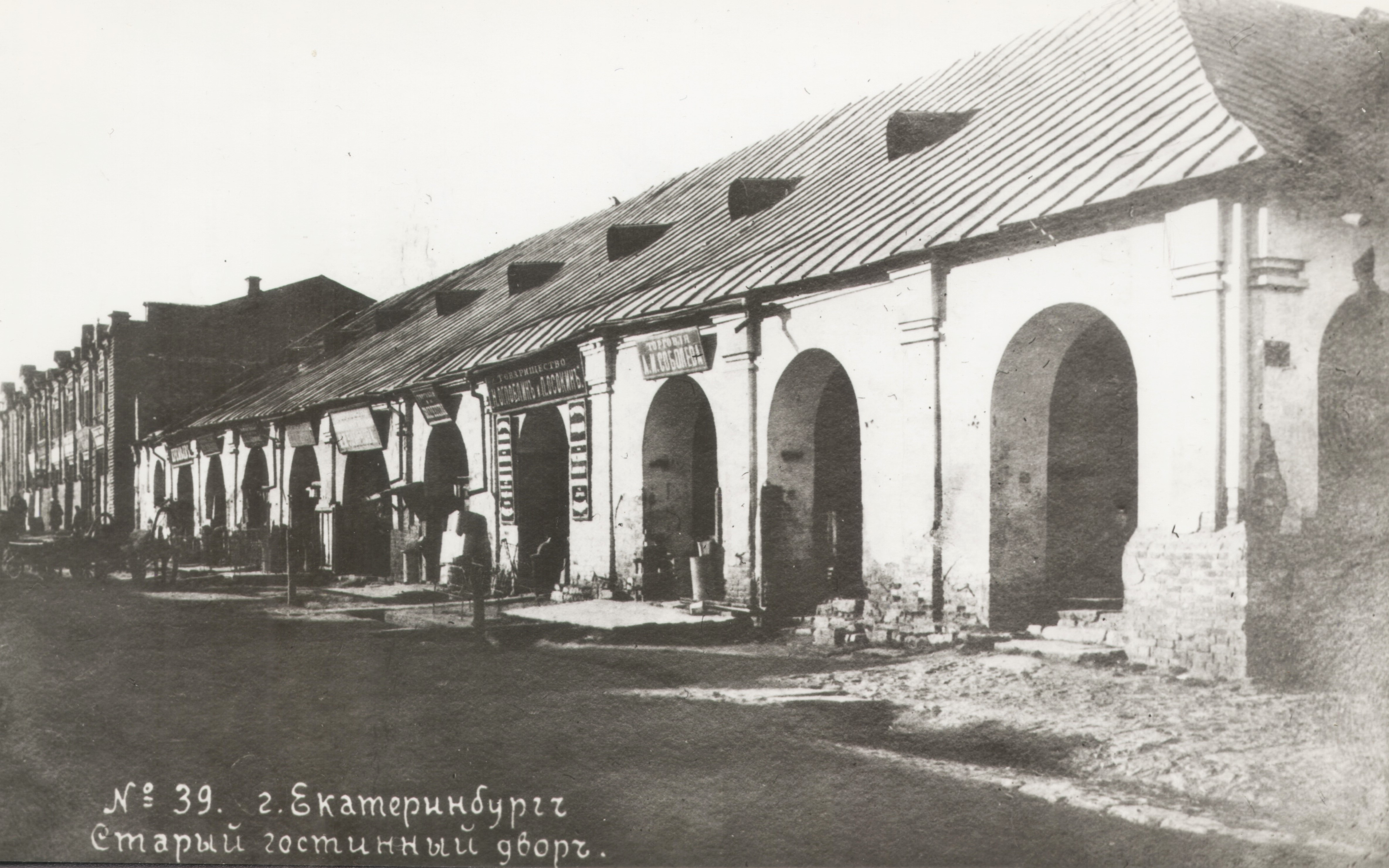
На дальнем плане — часть, отстроенная после пожара. Между 1905 и 1917 годами.
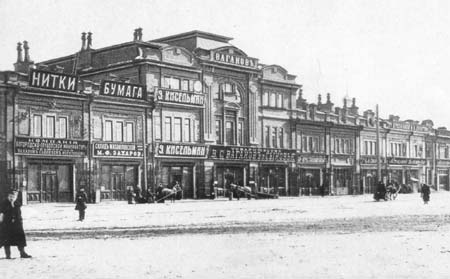
Северная часть «нового» гостиного двора, впоследствии перестроенная в здание горсовета, начало XX века
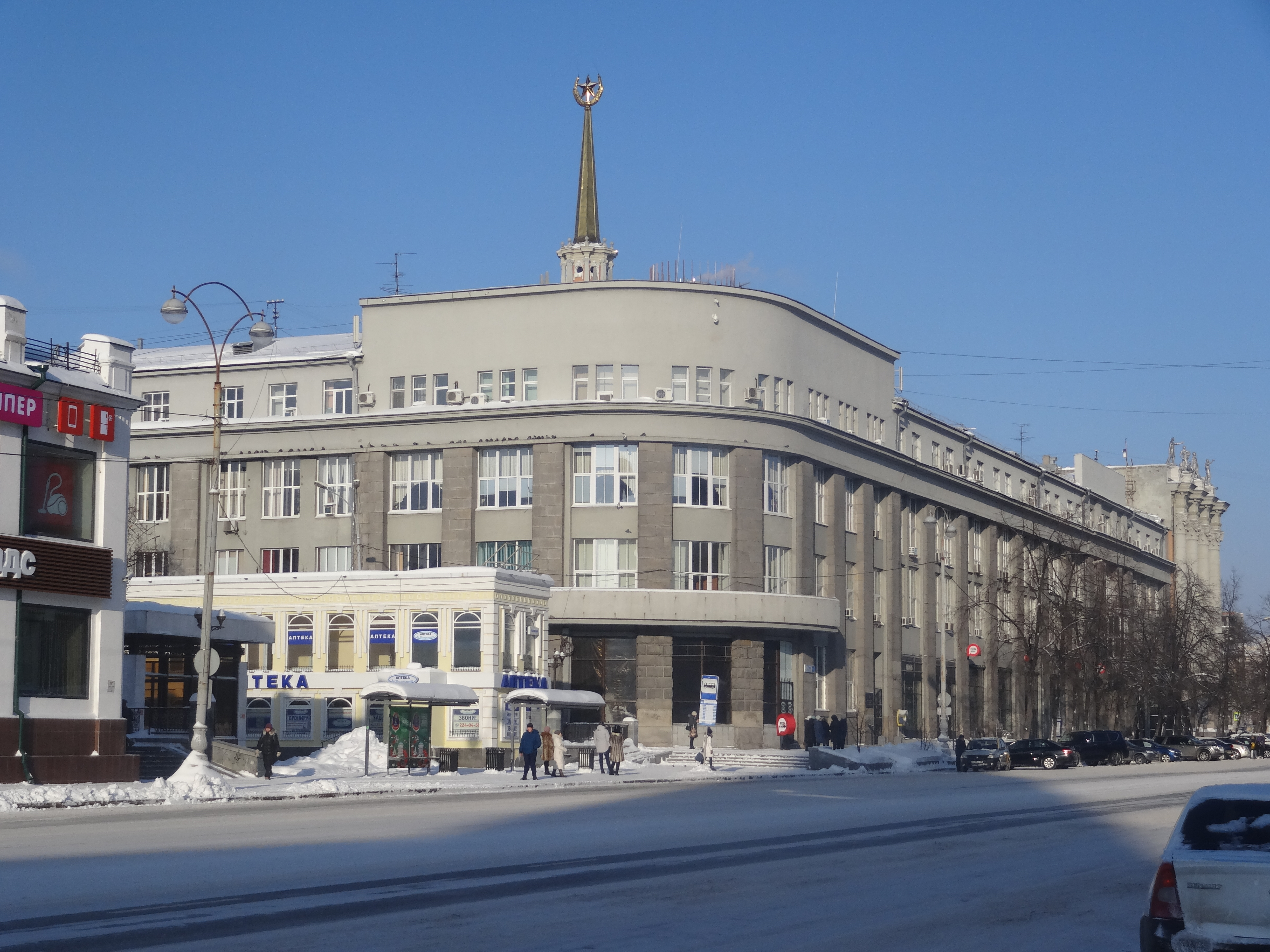
Деловой дом (улица 8 Марта, 8б) на месте восточной части гостиного двора, 2019
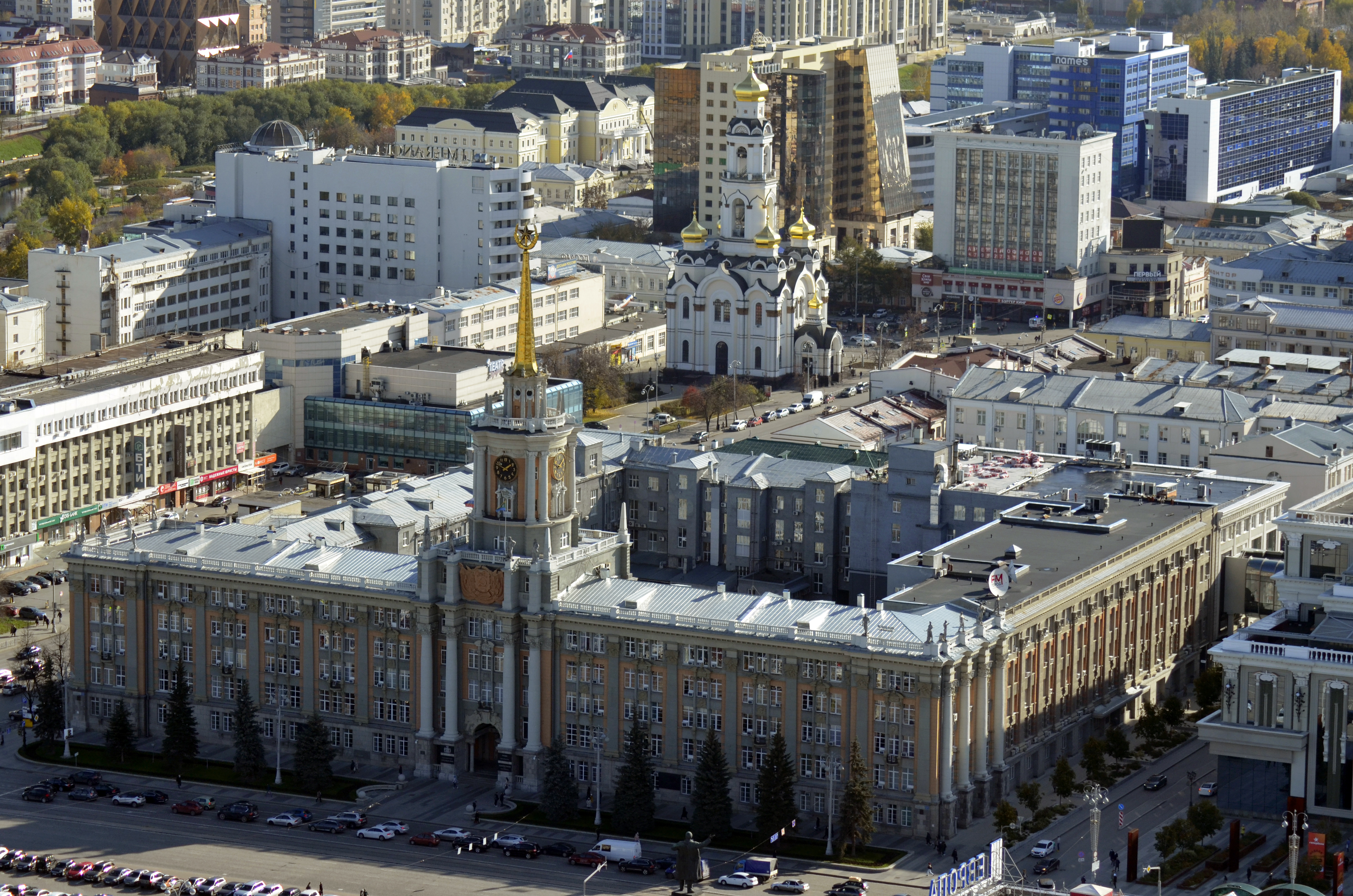
Здание Администрации Екатеринбурга на месте северной части гостиного двора, 2020